# Saint-Cassien (Dordoña)
 Saint-Cassien  (en occitano Sent Cassian) es una población y comuna francesa, situada en la región de Aquitania, departamento de Dordoña, en el distrito de Bergerac y cantón de Monpazier.

## Demografía
| 68 | 53 | 43 | 35 | 40 | 35 |
| Para los censos de 1962 a 1999 la población legal corresponde a la población sin duplicidades (Fuente: INSEE [Consultar]) |    |    |    |    |    |